# Lubasz (gromada)
Lubasz – dawna gromada, czyli najmniejsza jednostka podziału terytorialnego Polskiej Rzeczypospolitej Ludowej w latach 1954–1972.
Gromady, z gromadzkimi radami narodowymi (GRN) jako organami władzy najniższego stopnia na wsi, funkcjonowały od reformy reorganizującej administrację wiejską przeprowadzonej jesienią 1954 do momentu ich zniesienia z dniem 1 stycznia 1973, tym samym wypierając organizację gminną w latach 1954–1972.
Gromadę Lubasz z siedzibą GRN w Lubaszu utworzono – jako jedną z 8759 gromad na obszarze Polski – w powiecie czarnkowskim w woj. poznańskim, na mocy uchwały nr 18/54 WRN w Poznaniu z dnia 5 października 1954. W skład jednostki wszedł obszar dotychczasowej gromady Dębe ze zniesionej gminy Czarnków, a także: obszary dotychczasowych gromad Goraj i Prusinowo,  miejscowości Lubasz i Sławienko z dotychczasowej gromady Lubasz oraz miejscowości Sławno, Kamionka i Zmysłowo z dotychczasowej gromady Sławno ze zniesionej gminy Lubasz – w tymże powiecie. Dla gromady ustalono 26 członków gromadzkiej rady narodowej.
1 stycznia 1958 do gromady Lubasz włączono miejscowości Pieczyska i Stajkowo z gromady Miłkowo w tymże powiecie.
1 stycznia 1960 do gromady Lubasz włączono obszar zniesionej gromady Miłkowo w tymże powiecie.
4 lipca 1968 do gromady Lubasz włączono miejscowości Antoniewo i Nowina ze zniesionej gromady Krucz w tymże powiecie.
Gromada przetrwała do końca 1972 roku, czyli do kolejnej reformy gminnej. 1 stycznia 1973 w powiecie czarnkowskim reaktywowano gminę Lubasz (od 1999 gmina Lubasz należy do powiatu czarnkowsko-trzcianeckiego).